# Amtsgericht Coppenbrügge
Das Amtsgericht Coppenbrügge war ein Gericht der ordentlichen Gerichtsbarkeit in Coppenbrügge.
Nach der Revolution von 1848 wurde im Königreich Hannover die Rechtsprechung von der Verwaltung getrennt und die Patrimonialgerichtsbarkeit abgeschafft. Das Amtsgericht wurde daraufhin mit der Verordnung vom 7. August 1852 die Bildung der Amtsgerichte und unteren Verwaltungsbehörden betreffend als königlich hannoversches Amtsgericht gegründet.
Es umfasste das Amt Coppenbrügge.
Das Amtsgericht war dem Obergericht Hameln untergeordnet. Im Jahre 1859 wurde das Amtsgericht Lauenstein aufgehoben und sein Gerichtsbezirk dem des Amtsgerichts Coppenbrügge zugeschlagen. Mit der Annexion Hannovers durch Preußen wurde es zu einem preußischen Amtsgericht in der Provinz Hannover. Im Rahmen der Weltwirtschaftskrise wurden 60 Amtsgerichte als Folge von Sparverordnungen aufgehoben. Mit der Verordnung über die Aufhebung von Amtsgerichten vom 30. Juli 1932 wurde das Amtsgericht Coppenbrügge zum 30. September 1932 aufgehoben und sein Sprengel dem Amtsgerichts Hameln zugeordnet. Gegen die Schließung dieser Amtsgerichte agitierte die NSDAP in vielen Fällen. Nach der Machtergreifung 1933 wurden mit dem Gesetz über die Wiedereinrichtung aufgehobener Amtsgerichte und die Schaffung von Zweigstellen der Amtsgerichte vom 29. August 1933 eine Reihe dieser im Vorjahr aufgehobenen Gerichte zum 1. Oktober 1933 wieder eingerichtet, darunter auch das Amtsgericht Coppenbrügge.
Zum 21. Juli 1956 wurde das Amtsgericht Coppenbrügge endgültig aufgehoben.